# Pterostichus nivalis
Pterostichus nivalis är en skalbaggsart som beskrevs av Sahlberg. Pterostichus nivalis ingår i släktet Pterostichus och familjen jordlöpare. Inga underarter finns listade i Catalogue of Life.